# Bronowo (Kępice)
Bronowo (deutsch Brünnow) ist ein Dorf in der polnischen Woiwodschaft Pommern und gehört zur Gmina Kępice (Hammermühle) im Powiat Słupski (Stolper Kreis).

## Geographische Lage
Das Dorf liegt in Hinterpommern, etwa 28 Kilometer nördlich von Miastko (Rummelsburg i. Pom.), 22 Kilometer südlich von Słupsk (Stolp)
und 3 ½ Kilometer südöstlich des Dorfs Barcino (Bartin).
Durch die Gemarkung des Dorfs fließt der Bach Bisternitz, der in die Wipper mündet.

## Geschichte

Brünnow, nördlich von Rummelsburg und südöstlich des Dorfs Bartin, auf einer Landkarte von 1915

Das adlige Gut Brünnow wurde einst nach der Familie Brünnow benannt, die es früher als Lehen besaß und es 1490 für das halbe Gut Quatzow an die Familie Massow umtauschte; seither war es ein altes Massowsches Lehen. Im 18. Jahrhundert besaß es der Landrat Joachim Rüdiger von Massow († 1756). Durch den brüderlichen Erbvertrag vom 26. März 1757 kam es an seinen ältesten Sohn, Bogislav George von Massow. Nach dessen am 19. April 1780 erfolgten Tod fiel es seinen drei Töchtern und seinem einzigen unmündigen Sohn, Johann Franz Gottlob von Massow, zu. Um 1782 gehörten zu dem Gut außer einem Vorwerk im Dorf noch ein Vorwerk auf der Feldmark, Brünnowsche Schäferei genannt, sowie ein Vorwerk in der Brünnowschen Heide, eine Wassermühle, Holzungen, ein Krug, eine Schmiede, acht Bauern, sieben Kossäten, ein Schulmeister und insgesamt 28 Feuerstellen (Haushaltungen).
Laut den Verzeichnissen der Pommerschen Ritterschaft von 1862 wurde das Rittergut Brünnow 1840 von Eduard August Hemptenmacher, Kommerzienrat und Konsul in Rügenwalde, Abgeordneter zum Pommerschen Provinzial-Landtage aus dem Stande der Städte, für 34.000 Taler käuflich erworben, der es mit den Vorwerken Rosenhof, Eichhof, Seehof, Charlottenhof, Häghof, Grenzhof und Mohrhof noch 1884 besaß. 1892 wird Konsul John, Rügenwalde, als Besitzer genannt.
Am 1. Dezember 1913 wurden auf der 232 Hektar großen Gemarkungsfläche der Landgemeinde Brünnow zwanzig viehhaltende Haushaltungen gezählt und auf dem 2493 Hektar umfassenden Gutsbezirk Brünnow 53 viehhaltende Haushaltungen.
Am 1. April 1927 hatte das Rittergut Brünnow eine Flächengröße von 2493 Hektar, und am 16. Juni 1925 hatte dieser Gutsbezirk 239 Einwohner. Am 30. September 1928 wurde der Gutsbezirk Brünnow in die Landgemeinde Brünnow eingegliedert.
Anfang der 1930er Jahre hatte die Landgemeinde Brünnow eine Flächengröße von 27,5 km². Innerhalb der Gemeindegrenzen standen zusammen 48 bewohnte 
Wohnhäuser an zehn verschiedenen Wohnstätten:
1. Brückenhof
2. Brünnow
3. Brünnower Eisenhammer
4. Brünnower Ziegelei
5. Eichhof
6. Friedrichshof
7. Hegehof
8. Kotlow
9. Rosenhof
10. Seehof

Am 22. Januar 1933 wurde der Gutsbezirk Brünnow von der gemeinnützigen Siedlungsgesellschaft des Kreises Rummelsburg zum Zweck der Parzellierung und Aufsiedlung aufgekauft.
Um 1935 hatte Brünnow u. a. einen Gasthof, eine Fischhhandung, einen Gemischtwarenladen, eine Holzhandlung, eine Schmiede und eine Stellmacherei. Im Jahr 1939 hatte die Landgemeinde 436 Einwohner.
Die Landgemeinde Brünnow gehörte im Jahr 1945 zum Landkreis Rummelsburg im Regierungsbezirk Köslin der preußischen Provinz Pommern des Deutschen Reichs und war dem Amtsbezirk Bartin zugeordnet. Das Standesamt befand sich in Bartin.
Gegen Ende des Zweiten Weltkriegs wurde Brünnow Anfang März 1945 von der Roten Armee eingenommen. Anschließend wurde Brünnow zusammen mit ganz Hinterpommern von der Sowjetunion der Volksrepublik Polen zur Verwaltung überlassen. Es begann danach allmählich die Zuwanderung von Polen. Die einheimische Bevölkerung wurde in der Folgezeit von der polnischen Administration vertrieben. Der Ortsname wurde zu „Bronowo“ polonisiert.

## Kirchspiel bis 1945
Die vor 1945 anwesende Dorfbevölkerung war mit wenigen Ausnahmen evangelischer Konfession. Die evangelischen Einwohner gehörten zum Kirchspiel Bartin.
Das katholische Kirchspiel war in Rummelsburg i. Pom.

## Persönlichkeiten
- Ernst Dietrich von Massow († 1687), Herr auf Gut Brünnow
- Joachim Rüdiger von Massow († 1756), Herr auf Gut Brünnow, war von 1712 bis 1756 preußischer Landrat des Kreises Rummelsburg